# خلق (روان‌شناسی)

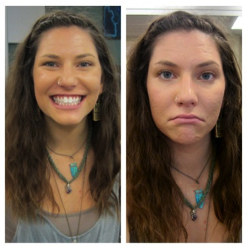
حالات خلقی متفاوت

خُلق (به انگلیسی: Mood) یک وضعیت عاطفی است که از هیجان و احساسات متفاوت است، کمتر مربوط به مورد خاصی است، شدت آن کمتر است و کمتر احتمال دارد که به دلیل محرکی بیرونی به وجود آمده باشد. به حال و هوای درونی فرد بر می‌گردد، خلق گسترده‌تر و پایدار تر از احساس است و ارتباط کمتری با یک محرک خاص دارد. خلق را عموماً می‌توان به دو معیار مثبت و منفی ارزیابی کرد، یعنی در کلامی دیگر، مردم عموماً از «خوش‌خلق بودن» یا «بدخلق بودن» به عنوان تعریف وضعیتی استفاده می‌کنند.
هرچند که حالات خلقی اغلب وضعیت‌های عاطفی مواج و فراگیری شمرده می‌شوند، اما خلق همچنین از مزاج و صفات شخصیتی که بسیار پایه‌ای و پایدار هستند نیز متفاوت است. با این وجود، برخی ویژگی‌های شخصیتی مانند خوش‌بینی و روان رنجور خویی مستعد ایجاد انواع خاصی از خلق‌ها می‌باشند. آشفتگی‌های طولانی مدت در خلق مانند اختلال افسردگی اساسی و اختلال دو قطبی به عنوان اختلالات خلقی در نظر گرفته می‌شوند. خلق یک وضعیت درونی و ذهنی است اما اغلب ممکن است از وضعیت‌ها و رفتارهای دیگر ناشی شود. "ما ممکن است به واسطه یک رویداد غیرمنتظره به سوی خلقی هدایت شویم، مثلاً خلق شاد از دیدن یک دوست قدیمی، یا خلقی خشم‌آلود ناشی کشف خیانت یک شریک، همچنان که ممکن است بدون دلیل مشخصی در یک وضعیت خلقی خاص قرار بگیریم."•